# マール・K（マッドホール）スミス空港
マール・K（マッドホール）スミス空港（マール・K（マッドホール）スミスくうこう、英語、Merle K. (Mudhole) Smith Airport）は、アメリカ合衆国アラスカ州にある空港。空港コードはCDV。なお、この空港から北西へ約20kmほどの場所には、コードバという町が存在する。

## 概要
マール・K（マッドホール）スミス空港は、おおよそ北緯60度29分30秒、西経145度28分39秒付近に位置する。約11.97km2の敷地を持っており、標高は約16mである。この空港の名称は、マッドホール（Mudhole）としても知られる、マール・K・スミス（Merle K. Smith）という人物の名前にちなんで付けられた。彼は飛行機のパイロットであった人物であり、また1934年から1968年までの間、この空港を拠点として運営されていたコードバエアラインの社長に1939年に就任した人物である

。
この空港は2本の滑走路を備えている。このうちの1本は長さ2286m、幅46mでアスファルトで舗装されているのに対して、もう1本は長さ579m、幅9mで舗装されておらず、砂利が敷き詰められているだけだ

。
つまり大型機が使用できる滑走路は1本のみである。アメリカ合衆国運輸省の下部機関である連邦航空局によれば、この空港は2008年には1万6640人の搭乗客がいた

、同様に2009年は1万5372人、2010年は1万7856人であった

。
これを受けて連邦航空局は、2011年から2015年までの間、この空港を主要な商業空港（primary commercial service airport

）として位置付けた

。
2011年1月1日までの1年間に、この空港を14040機の航空機（つまり1日平均約38.5機の航空機）が利用した

。
その内訳は、一般航空が約46％、エアタクシーが約29％、航空会社による利用が約18％、軍用機による利用が約7％であった

。
なお、この空港はヘリコプターも発着している。ちなみに、2011年現在、この空港には2つの航空会社が就航している。その1つアラスカ航空は、この空港とテッド・スティーブンス・アンカレッジ国際空港（アラスカ州のアンカレッジ付近にある空港）間を結ぶ路線と、この空港とヤクタト空港（アラスカ州のヤクタト付近にある空港）間を結ぶ路線を運行している。もう1つのイラ・アラスカは、この空港とテッド・スティーブンス・アンカレッジ国際空港間を結ぶ路線を運行している。

## その他の資料
- Essential Air Service documents (Docket OST-1998-4899) アメリカ合衆国運輸省の資料
  - Order 2004-5-5 (May 4, 2004): tentatively reselects Alaska Airlines, Inc., to provide subsidized essential air service at Cordova, Gustavus, Petersburg, Wrangell, and Yakutat (southeast) Alaska, for the period from October 1, 2003, through April 30, 2006, at an annual rate of $5,723,008.
  - Order 2006-3-20 (March 22, 2006): re-selecting Alaska Airlines, Inc., to provide subsidized essential air service at Cordova, Gustavus, Petersburg, Wrangell, and Yakutat (southeast) Alaska, for the period from May 1, 2006, through April 30, 2009.
  - Order 2009-2-3 (February 9, 2009): re-selecting Alaska Airlines, Inc., to provide essential air service (EAS) at Cordova, Gustavus, and Yakutat, for an annual subsidy rate of $5,793,201 and at Petersburg and Wrangell at an annual subsidy rate of $1,347,195, through April 30, 2011.
  - Order 2011-2-1 (February 1, 2011): re-selecting Alaska Airlines, Inc., to provide essential air service (EAS) at Cordova, Gustavus, and Yakutat, for an annual subsidy rate of $4,486,951 and at Petersburg and Wrangell at an annual subsidy rate of $3,415,987, from May 1, 2011 through April 30, 2013.
  - Order 2013-2-10 (February 11, 2013): re-selecting Alaska Airlines, Inc., to provide Essential Air Service (EAS) at Cordova, Gustavus, and Yakutat, Alaska, for $4,827,052 annual subsidy and at Petersburg and Wrangell at an annual subsidy rate of $3,476,579, from May 1, 2013, through April 30, 2015.